# Rojewo (Lubusz)
Pour les articles homonymes, voir Rojewo.
Rojewo (prononciation : [rɔˈjɛvɔ]) est un village polonais de la gmina de Międzyrzecz dans le powiat de Międzyrzecz de la voïvodie de Lubusz dans l'ouest de la Pologne.
Il se situe à environ 9 kilomètres au nord de Międzyrzecz (siège de la gmina et de le powiat), 32 kilomètres au sud-est de Gorzów Wielkopolski (capitale de la voïvodie) et 65 kilomètres au nord de Zielona Góra (siège de la diétine régionale).

## Histoire
Avant 1945, ce village était sur le territoire de l'Empire allemand dans le Royaume de Prusse dans la province de Brandebourg. (voir Évolution territoriale de la Pologne)
De 1975 à 1998, le village appartenait administrativement à la voïvodie de Zielona Góra.

Depuis 1999, il appartient administrativement à la voïvodie de Lubusz